# 福田秀一
福田 秀一（ふくだ ひでいち、1932年11月19日 - 2006年4月23日）は、日本の国文学者。学位は、文学博士（論文博士・1975年）（学位論文「中世和歌史の基礎的研究」）。愛知県名古屋市出身。

## 経歴
愛知県名古屋市出身。生理学者の福田邦三は父。言語学者の田村すず子は妹。1945年に東京都立第一中学校を卒業し、旧制武蔵高等学校に入学した。1951年に旧制武蔵野高校を卒業し、東京大学教養学部理科に入学した。1955年に文学部国文科を卒業し、1960年に東京大学大学院を満期退学した。1975年に「中世和歌史の基礎的研究」で文学博士を授与された。
成城大学助教授を経て、1970年に武蔵大学人文学部助教授となった。その後国際基督教大学教授となり、2003年に定年退職した。中世和歌の研究に始まり、海外の日本文学研究、晩年は近代日本人の西洋体験を研究した。2006年、敗血症のため73歳で死去。

## 著書
- 中世和歌史の研究 角川書店 1972
- 中世文学論考 明治書院 1975
- 海外の日本文学 武蔵野書院 1994.4
- 思い出の記 福田恵美子・岩波出版サービスセンター 2007.2
- 中世和歌史の研究 続篇 福田恵美子・岩波出版サービスセンター 2007.2
- 海外の日本文学 続 武蔵野書院 2007.6
- 日本文学逍遥 新典社 2007.6
- 文人学者の留学日記 武蔵野書院 2007.12

## 編纂など
- 同類和歌抄 源承 簗瀬一雄共編 1962 (碧冲洞叢書)
- 建長八年百首歌合と研究 橋本不美男、久保田淳共編 未刊国文資料刊行会 1964-1971 (未刊国文資料)
- 徒然草 兼好 桑原博史共編 大修館書店 1968
- 中世女流日記 塚本康彦共編 武蔵野書院 1973
- 日本紀行文学便覧 紀行文学から見た日本人の旅の足跡 ヘルベルト・プルチョウ共編著 武蔵野書院 1975
- 鑑賞日本古典文学第24巻 中世評論集 歌論・連歌論 能楽論 島津忠夫、伊藤正義共編 角川書店 1976
- とはずがたり 中院雅忠女 1978.9 (新潮日本古典集成)
- 建礼門院右京大夫集・とはずがたり 藤平春男共編 尚学図書 1981.2 (鑑賞日本の古典)
- 新日本古典文学大系51 中世日記紀行集 1 岩波書店 1990.10
- 西行和歌引用評釈索引 武蔵野書院 1993.7
- 小島のすさみ全釈 大久保甚一 笠間書院 2000.2 (笠間注釈叢刊)
- 桑弧 全4 井上敏幸共編 古典文庫 2001